# Strond
Strond és un despoblat situat a l'illa de Borðoy, a les illes Fèroe. Administrativament pertany al municipi de Klaksvík.
Es troba a la costa oest de l'illa, enfront de la localitat de Haraldsund i del pont que uneix Borðoy amb Kunoy.
Al principi només hi havia una granja a la ubicació, però des del 1930 que no hi viu ningú. Avui hi ha una central elèctrica.
Strond apareix escrit a la documentació per primer cop el 1584.